# Diocletianus
Gaius Aurelius Valerius Diocletianus, född som Diocles omkring 243, död cirka 316 e.Kr, var romersk kejsare från 284 till 305. Han stabiliserade det romerska riket efter en tid av allvarlig oro, men de omfattande regleringar han införde kan samtidigt ha bidragit till långsiktig stagnation. År 305 drog han sig tillbaka till sitt stora palats, som han låtit bygga i Salona (nuvarande Split i Kroatien), ett världsarv idag.
Diocletianus, ursprungligen kallad Diocles, föddes troligen i Salona och var av illyriskt ursprung. Han gjorde karriär i armén, var befälhavare i Moesia och sedan livgardesöverste åt kejsarna Carus och Numerianus. År 284 avrättade han praetorianprefekten Aper, Numerianus påstådda mördare, och utsågs till kejsare av trupper i Nikomedia. Året därpå besegrade han Carinus.
Han tog som sin första viktiga regeringshandling vapenbrodern Maximianus till medkejsare med ansvar för Italien och de västra provinserna, och 293 e.Kr infördes tetrarkin i romarriket. Tetrarkin innebar ett så kallat fyrkejsardöme. Tronens ansvar delades av två överkejsare, augusti, och två underkejsare och tronföljare, caesares. När en av augusterna dog eller abdikerade så steg även den andre tillbaka. De två caesarna blev nya kejsare och två nya caesarer valdes. Han själv och Maximianus blev därför auguster, och de adoperade var sin av generalerna Constantius och Galerius och gav dessa titeln caesar. Diocletianus residerade mest i Nikomedia i Bithynien och besökte aldrig Rom. Han tog kejsarnamnet Jovius. Han ansågs inte särskilt modig, men däremot klok, energisk och organisatoriskt begåvad.
Efter tetrarkins bildande gjordes ett stort antal reformer, varav den främsta var en separation av civilt och militärt styre, så att varje provins hade en dux med militärt befäl och en praeses med civilt ansvar. Han lät också i princip fördubbla antalet provinser, och fördelade dem mellan tolv större dioceser. Han införde också flyttningsförbud och detaljerad priskontroll. 
Under Diocletianus stod den sista striden mellan kristendomen och statsmakten i romarriket, innan kristendomen blev statsreligion. Förföljelsen började år 297 och gav upphov till många martyrberättelser om tidiga kristna som dog för sin tro. Offer till kejsaren gjordes obligatoriska för statstjänstemän och några år senare beordrades kyrkorna stänga och församlingarna upplösas. När påbudet trotsades och bränder anlades i kejsarpalatset lät Diocletianus arrestera kristna ledare och bestraffa alla som vägrade visa vördnad för imperiets gudar och symboler. Manikéer förföljdes också under samma period.
Efter att ha skapad ordning både ekonomiskt och militärt abdikerade Diocletianus år 305 och tvingade Maximianus att göra detsamma. Han återvände inte till makten ens när han blev ombedd detta senare, utan dog i sitt pensionärspalats, missnöjd och besviken på att tetrarkin han skapat kollapsade.
Diocletianus var den sista av de många soldatkejsarna som regerade över Romarriket. Han var den enda romerske kejsare som frivilligt lämnade sitt ämbete; alla andra blev antingen avsatta med tvång eller dog medan de var kejsare.